# Raúl Paz

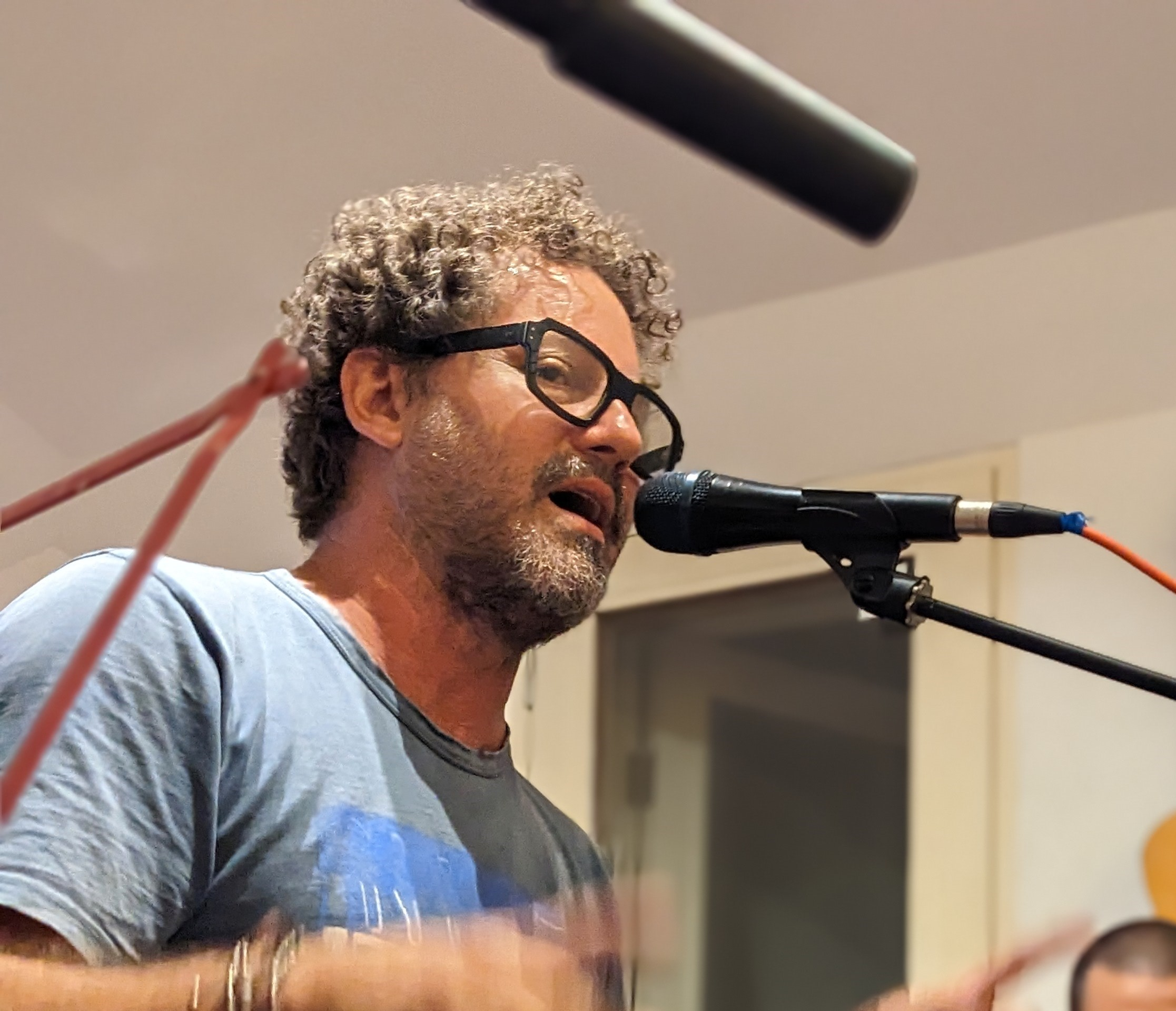
Raúl Paz

Raúl Paz (* 1969 in San Luis, Pinar del Río, Kuba) ist ein kubanischer Liedermacher.
Seine Musik verbindet Elemente des Hip-Hop, Dubs und Rock mit Salsa, Jazz und Elektropop. Das Album Mulata verhalf ihm 2003 zum internationalen Durchbruch.
Im Jahr 2003 verließ er Kuba und gelangte über einen Zwischenstopp in Südamerika in Frankreich, wo er zumeist in Paris lebte. Nachdem man ihn nach eigener Aussage lange Zeit nicht in Kuba einreisen ließ, kehrte er im August 2008 wieder auf die Insel zurück, wo er aktuell lebt.

## Diskografie
- Guajiro Chic (Colomo Production, 2025)
- El Puente (Bis Music, 2021)
- Vidas (Bis Music, 2018)
- La otra esquina (Egrem, 2015)
- Ven Ven (Naïve, 2014)
- Havanization (Naïve, 2010)
- Amigos X Paz Live Barcelona, mit Carmen París, Greta, Habana Abierta, Enrique Heredia Negri (Rumor, 2008)
- En Vivo (Naïve, 2007)
- En Casa (Naïve, 2006)
- Revolución (Naïve, 2005)
- Mulata (Naïve, 2003)
- Blanco y Negro (RMM, 2001)
- Contigo (Kontor Records, 2000)
- Imagínate (RMM, 1999)
- Cuba Libre (Rue Bleu, 1999)